# マービン・G・ケネディ
マービン・グランビル・ケネディ（Marvin Granville Kennedy、1905年9月12日 - 1997年2月9日）は、第二次世界大戦中のアメリカ合衆国の海軍軍人。潜水艦艦長。最終階級は海軍少将。「ピンキー」と仇名される。

## 経歴

### 第二次世界大戦前
ケネディはマービン・グランビルとエルマ・マッキャリー(フォスター)・ケネディの息子として1905年9月12日ミズーリ州ハンツビルに生まれた。ヘンリエッタの高校を卒業し1925年アナポリスに入学。1930年6月8日に卒業し、少尉に任官された。任官後第二次世界大戦前の経歴は、戦艦アイダホ (USS Idaho, BB-42) から始まった。1932年1月にアイダホを離れ、コネチカット州ニューロンドンの潜水艦基地に転属されて潜水艦乗組員としての訓練を受けた。同年6月訓練を終了し、1936年までにS-35 (USS S-35, SS-140)、S-34 (USS S-34, SS-139)、S-45 (USS S-45, SS-156) と三隻の潜水艦に乗務した。その後一旦本国に帰還しアナポリスに戻り、1938年7月からは海上勤務に復帰し重巡洋艦シカゴ (USS Chicago, CA-29) で勤務した。

### 第二次世界大戦中
1939年3月からはニュージャージー州カーニーのフェデラル・シップビルディング社において駆逐艦ハムマンの建造に関わり、8月11日ハムマンが就役するとケネディは技術士官として乗り組んだ。潜水艦勤務に戻ったのは1941年のことで、同年3月から1942年3月までナーワル (USS Narwhal, SS-167) の副長を務めた。着実に経歴を重ねたケネディは同年5月15日、メア・アイランド海軍造船所においてケネディが艤装員長を務めていたガトー級潜水艦ワフー　(USS Wahoo, SS-238) の艦長に任命された。同年12月31日までの7ヶ月間に二回の哨戒を経験し、二度目の哨戒においてシルバースターを授与されている。しかし目立った戦果はなく、大物の獲物を逃したことなども影響したのか12月にはワフーの艦長を離れて南西太平洋軍司令部の幕僚に加わる。皮肉なことにケネディが艦長を退任してからワフーは次々と戦果を上げた。ケネディの後任の艦長は二度の哨戒の間彼の副長を務めたダドリー・W・モートン少佐だった。
その後、ケネディは潜水母艦ブッシュネル (USS Bushnell, AS-15) の修理員長を務めた後駆逐艦ゲスト (USS Guest, DD-472) の艦長として前線に復帰、太平洋戦域で戦い二度目のシルバースターを授与され、金色のアワードスターを獲得している。

### 第二次世界大戦後
ケネディは1945年、終戦に伴いアメリカに帰国し南カリフォルニア大学予備役将校訓練課程の司令官を1948年まで務めた。1952年10月1日に海軍大佐として退役を迎えた。その功績が考慮され、少将に昇進しての退役となった。ケネディは1997年2月9日、91歳で没した。